# 定山渓天狗岳
天狗岳（てんぐだけ）は北海道札幌市南区定山渓にある山。標高1144.5メートル。北海道百名山、北海道の百名山および札幌50峰に選定されている。
定山渓温泉から見ると北西の方角、白井川と小樽内川に挟まれた小天狗岳の向こうにある。

## 山名について
地形図には天狗山と記されているが、実際にそう呼ばれることは少ない。同名の山があちこちにあるので、定山渓天狗岳、略して定天として親しまれている。
山名の由来は、1000メートルを越える3つの険しい岩峰を頂く威容から、あるいは天狗の腰掛けに似ているからともいわれる。
アイヌ語名は「キトウシュヌプリ」で、「ギョウジャニンニクが群生する山」を意味する。また「岩山」を意味する「スマヌプリ」とも呼ばれていた。

## 登山コース
豊羽鉱山が現役で、自家用車が普及しきる前の時代、この山は他に比べて交通事情に恵まれていた。北海道道95号京極定山渓線にはバス停「天狗岳登山口」があり、その近くで白井川に架かっている吊り橋を渡ると、すぐに登山口にたどり着けたのである。しかしこの吊り橋は、平成時代には老朽化のため撤去されており、さらに上流の白井二股に架かった橋を渡ったうえで川沿いの道を東に戻らないと、登山口に行けなくなった。
2010年代では2つの登山道のうち、東尾根コースは廃道と化している。西の熊ノ沢コースは健在だが、急な岩壁を登る箇所もあるので、落石や滑落の危険が伴う。2017年（平成29年）6月には、誤ってルート外の斜面を登ってしまった男性登山者が、滑落して死亡する事故が起きている。
2022年（令和4年）に登山アプリの大手ヤマップが公表したデータによると、定山渓天狗岳は北海道内で最も道迷いが頻発した山であった。特に正しいルートが「5メートルほど斜面を登った後にすぐ下る」という地点では、上を見ながら行動していると下り道に気づかないままさらに登ってしまいがちであるため、登山者の7人に1人が道から逸れていた。この分析結果を受けた石狩森林管理署は、同年8月下旬、道迷い多発地点に案内板や誘導ロープを設置した。アプリ上の登山履歴によると、この対策が行われた後の道迷いはなくなっている。

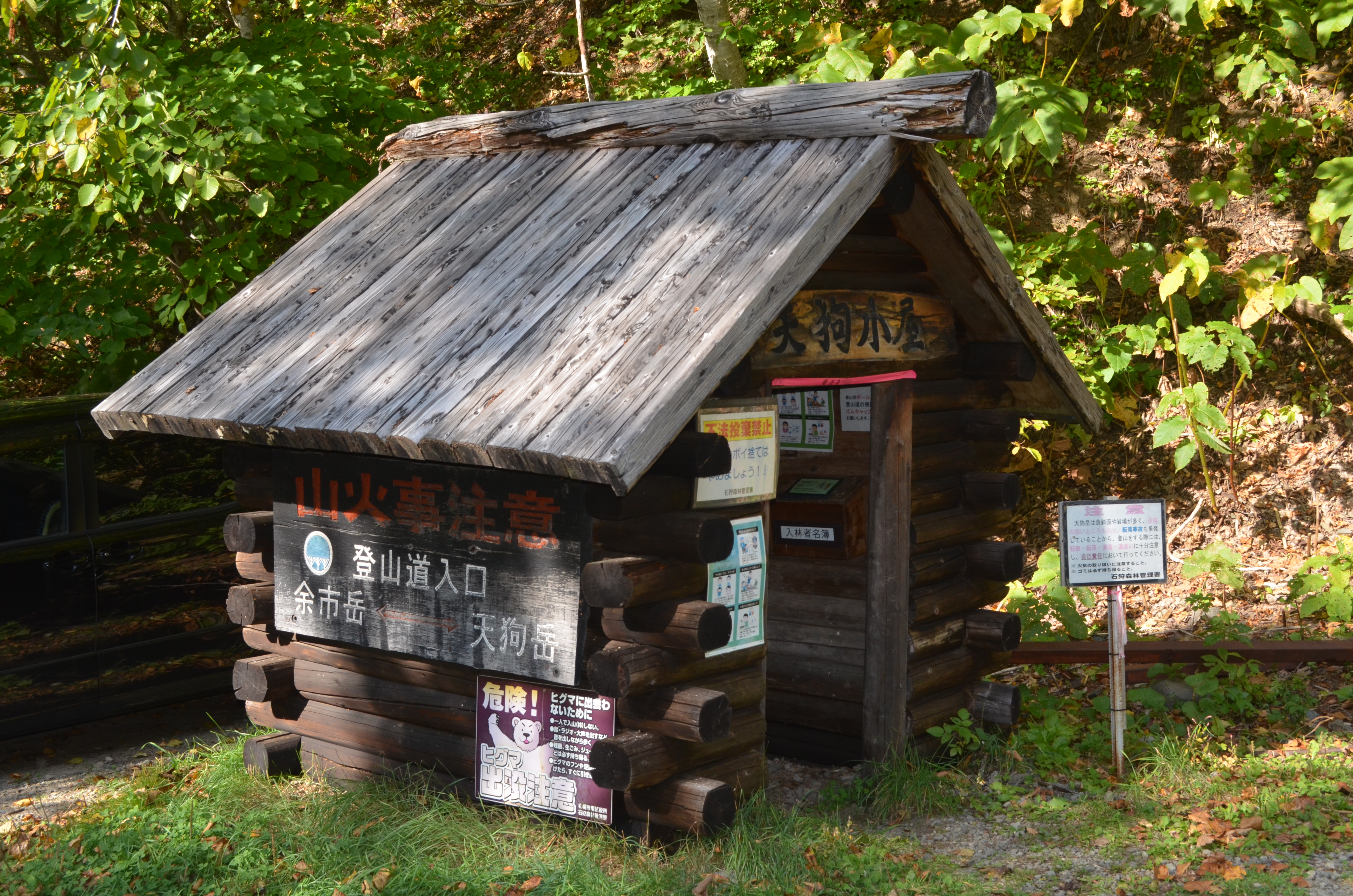
白井二股の「天狗小屋」
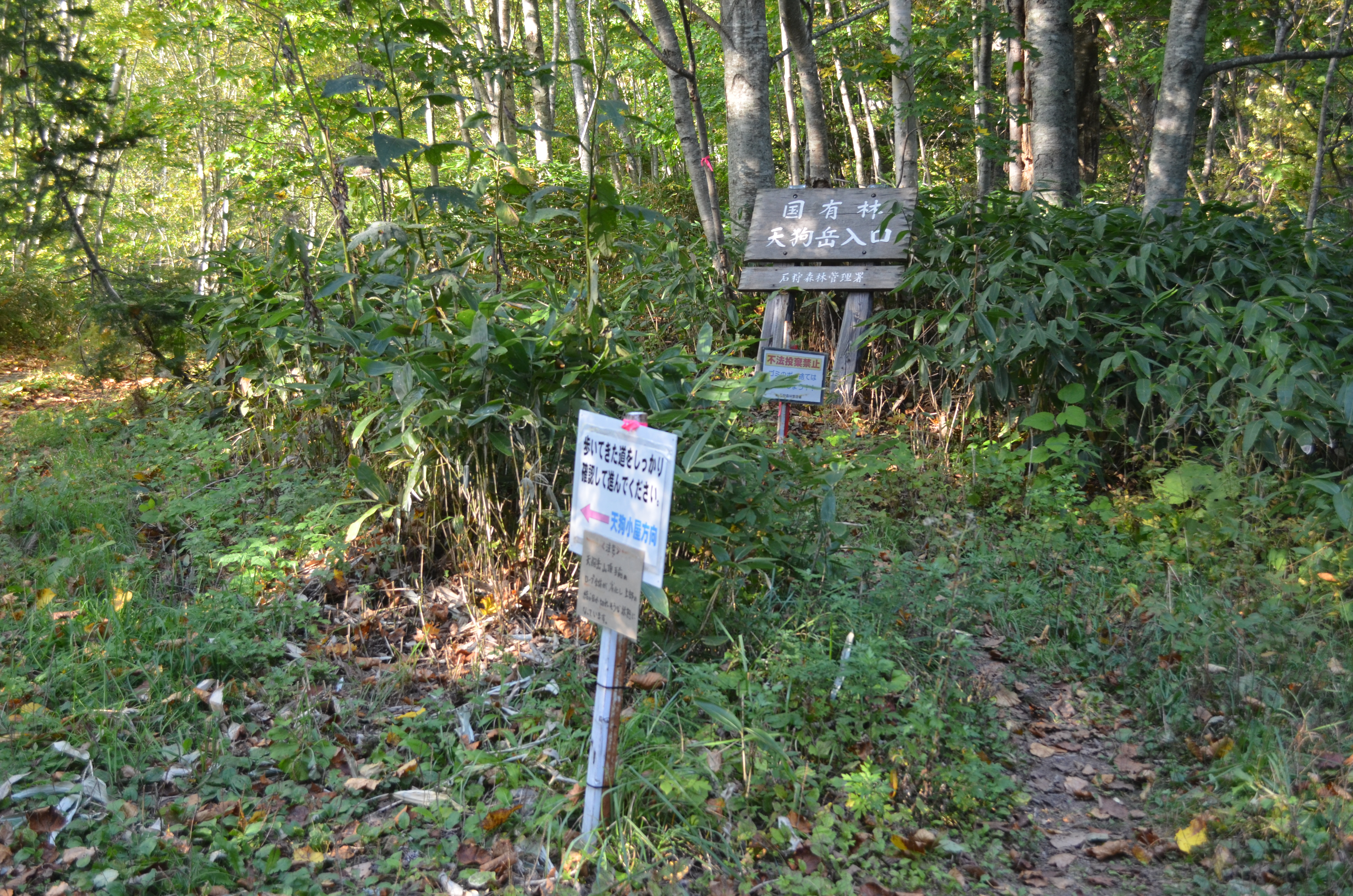
登山口